# Together Through Life
Together Through Life (рус. Вместе по жизни) — тридцать третий студийный альбом американского автора-исполнителя Боба Дилана. Выпущен 28 апреля 2009 года на лейбле Columbia Records. Альбом дебютировал на первой строке в США и Британии. Первый дилановский альбом после New Morning 1970 года, поднявшийся на первую строчку британского чарта.

## Об альбоме
Дилан написал все песни кроме одной в соавторстве с Робертом Хантером, автором многих текстов группы Grateful Dead, с которым он ранее написал две песни альбома Down in the Groove. Позднее в интервью журналу Rolling Stone, Дилан сказал:

Хантер — мой старый приятель, мы наверное могли бы написать совместно сотню песен если бы подумали, что это важно или на то были веские причины… У него есть своё направление (?) в словах и у меня тоже. Мы оба пишем песни, отличающиеся от того, что сегодня подходит для написания.
Оригинальный текст (англ.)Hunter is an old buddy, we could probably write a hundred songs together if we thought it was important or the right reasons were there… He’s got a way with words and I do too. We both write a different type of song than what passes today for songwriting.»

Единственный, помимо Хантера, в сотрудничестве с кем писал Дилан, был Жак Леви, с которым было написано большинство песен в альбоме Desire (1976 года).
Слухи об альбоме, опубликованные в журнале Rolling Stone, стали неожиданностью, при том, что об этом не было официального пресс-релиза до 16 марта 2009 года — менее чем за два месяца до даты выпуска альбома.
Дилан спродюсировал альбом под псевдонимом «Jack Frost, который он уже использовал для альбомов Love and Theft» и Modern Times. Альбом по слухам должен был содержать «struggling love songs» и быть мало похожим на Modern Times.
В интервью с Биллом Флэнэгэном Дилан рассуждал только об одной песне, не вошедшей в альбом: «Chicago After Dark». По-видимому, эту песню должны были включить в альбом, но исключили из окончательной версии.
Альбом получил две награды Grammy в номинациях «Лучший альбома в стиле американа» и «Лучшее сольное вокальное рок исполнение» за песню «Beyond Here Lies Nothin'».

## Список композиций
Диск 1
Песни написаны Диланом (музыка) и Робертом Хантером и Бобом Диланом (слова) кроме отмеченного
1. «Beyond Here Lies Nothin'» — 3:51
2. «Life Is Hard» — 3:39
3. «My Wife’s Home Town» (Willie Dixon/Dylan/Hunter) — 4:15
4. «If You Ever Go to Houston» — 5:49
5. «Forgetful Heart» — 3:42
6. «Jolene» — 3:51
7. «This Dream of You» (Dylan) — 5:54
8. «Shake Shake Mama» — 3:37
9. «I Feel a Change Comin' On» — 5:25
10. «It’s All Good» — 5:28

Диск 2
Theme Time Radio Hour: Friends & Neighbors
1. «Howdy Neighbor» (J. Morris) — Porter Wagoner & The Wagonmasters
2. «Don’t Take Everybody to Be Your Friend» (M.Gabler/R. Tharpe) — Sister Rosetta Tharpe
3. «Diamonds Are a Girl’s Best Friend» (L. Robin/J. Styne) — T-Bone Burnett
4. «La Valse de Amitie» (O. Guidry) — Doc Guidry
5. «Make Friends» (E. Mcgraw) — Moon Mullican
6. «My Next Door Neighbor» (J. McCain) — Jerry McCain
7. «Let’s Invite Them Over» (O. Wheeler) — George Jones & Melba Montgomery
8. «My Friends» (C. Burnett/S. Ling) — Howlin' Wolf
9. «Last Night» (W. Jones) — Little Walter
10. «You've Got a Friend» (C. King) — Carole King
11. «Bad Neighborhood» (Caronna/M. Rebennack) — Ronnie & The Delinquents
12. «Neighbours» (M. Jagger/K. Richards) — The Rolling Stones
13. «Too Many Parties and Too Many Pals» (B. Rose/M. Dixon/R. Henderson) — Hank Williams
14. «Why Can’t We Be Friends» (S. Allen/H. Brown/M. Dickerson/J. Goldstein/L. Jordan /C. Miller/H. Scott/L. Oskar) — War

Диск 3
1. Roy Silver — The Lost Interview (DVD)

## Участники записи
- Боб Дилан — клавишные, вокал
- Майк Кэмпбэлл — гитара, мандолина
- Дэвид Идальго — аккордеон, гитара
- Донни Херрон — стил-гитара, банджо, мандолина, труба
- Тони Гарнье — бас-гитара
- Джордж Рисайл — барабаны